# Per Carlberg (militär)

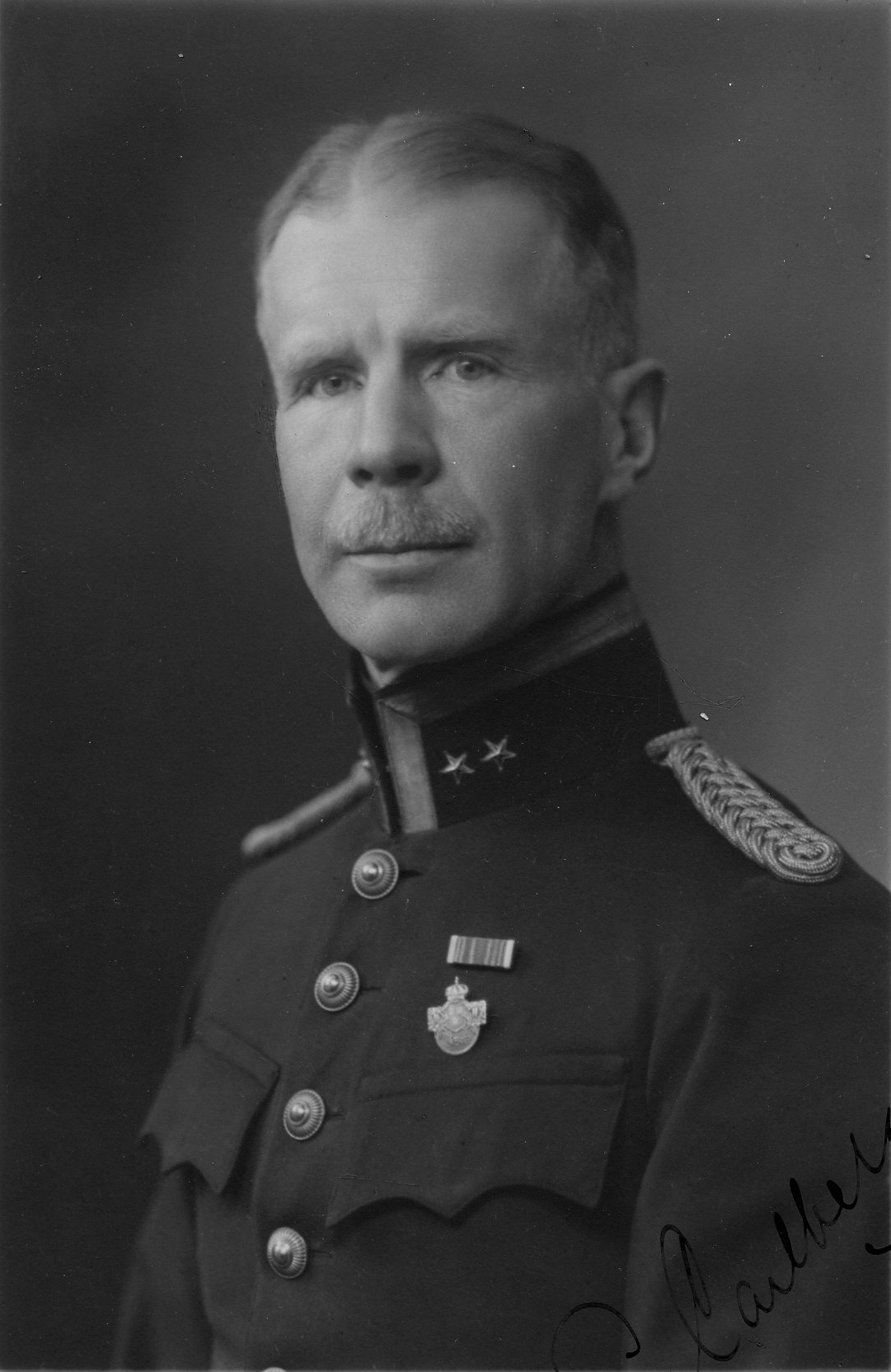
Carlberg som överstelöjtnant.

Per August Carlberg, född den 16 juli 1872 i Skövde, död den 6 januari 1957 i Stockholm, var en svensk militär.
Carlberg blev underlöjtnant vid Första Svea artilleriregemente 1893. Han genomgick Artilleri- och ingenjörhögskolan 1896–1898 och Krigshögskolan 1898–1900. Carlberg blev löjtnant vid regementet 1898 och vid Generalstaben 1905. Efter att ha varit adjutant vid fjärde arméfördelningens stab blev han kapten vid Generalstaben 1906, i regementet samma år och vid regementet 1911. Carlberg var stabschef vid kommendantskapet i Boden 1909–1911 och vid sjätte arméfördelningen 1914–1917. Han befordrades till major vid Generalstaben 1914 och vid Smålands artilleriregemente 1917. Carlberg blev överstelöjtnant i armén 1918 och vid regementet 1919. Han fick avsked 1923 och blev överste i armén samma år. Carlberg var organisationschef i Lifförsäkringsaktiebolaget Victoria 1923–1936 och verkställande direktör och styrelseordförande i Tjänstemännens kreditanstalt 1937–1945. Han publicerade skriften Levnadsregler och tänkespråk av bemärkta män och kvinnor (1947). Carlberg blev riddare av Svärdsorden 1914. Han vilar på Norra begravningsplatsen i Stockholm.